# مارتین ندانگو-ابنگا
مارتین ندانگو-ابنگا (انگلیسی: Martin Ndongo-Ebanga؛ ۲۳ مارس ۱۹۶۶ – ۶ مارس ۲۰۲۴) ورزشکار بوکس اهل کامرون بود.
وی در مسابقات کشوری و بین‌المللی در مجموع برندهٔ ۱ مدال برنز شده‌است.